# Ар Эл Бёрнсайд
Ар Эл Бёрнсайд (англ. R. L. Burnside; 23 ноября 1926, невключённая территория Хармонтаун, Миссисипи, США — 1 сентября 2005, Мемфис, Теннесси, США) — американский блюзовый гитарист, вокалист и автор песен. Номинант премии Грэмми (2002) . Лауреат Blues Music Awards в номинациях «Исполнитель традиционного блюза» (2000, 2002, 2003),  «Альбом традиционного блюза»  (2002), номинант Blues Music Awards в номинациях «Исполнитель традиционного блюза» (1982, 1995—1999, 2001), «Альбом традиционного блюза» (1995), «Перевыпущенный альбом» (1998),  «Альбом современного блюза» (2001), «Артист года» (1996, 1997, 2000). Член Зала славы блюза (2014) .  Творчество Бёрнсайда — это «чистый джук-джойнтовый блюз Дельты, сильно ориентированный на ритм и сыгранный слайдом» .

## Биография
Ар Эл Бёрнсайд родился в сельской местности Миссисипи, близ городка Хармонтаун (невключённая территория расположенная в округе Лафайетт) у Эрнеста Бёрнсайда и Джози Мэлоун. Имя певца в разных источниках приводится разным: R. L., Rural, Robert Lee, Rule или Ruel.. Его отец покинул семью, когда ребёнку было семь лет, и Ар Эл рос вместе с матерью, её родителями и собственными братьями и сёстрами в городке Колдуотер к северу от Мемфиса..
С детства играл на гармонике, а с 16 лет начал пробовать играть на гитаре. Его учили в основном живущий рядом Фред Макдауэлл, а также дядя Рэнни Бёрнетт и ряд других местных блюзменов. Музыкант вспоминал, что впервые сыграл для публики в возрасте 21 или 22 лет.
Во второй половине 1940-х Ар Эл в поисках лучшей жизни перебрался в Чикаго, где жил после развода его отец. Ар Эл работал на стекольной фабрике и металлообрабатывающем заводе, был в компании Мадди Уотерса через его двоюродного брата, и вечера проводил в клубах на Максвелл-стрит где играли блюз. Но затем, в течение года в Чикаго были убиты отец Ар Эл Бёрнсайда, два его брата и два дяди, и через три года жизни в Чикаго,  Ар Эл Бёрнсайд был вынужден вернуться на юг . В 1950 году он вступил во второй брак, и колесил в 1950-е между Мемфисом, Дельтой Миссисипи и Миссисипи-Хиллс, местностью на северо-востоке штата. Во время пребывания в Дельте, он имел возможность поиграть с такими музыкантами, как Роберт Локвуд и Сонни Бой Уильямсон II. Где-то в это же время Ар Эл Бёрнсайд был осуждён за убийство, и помещён в известную тюрьму Parchman Farm, где провёл 6 месяцев. Позднее Ар Эл Бёрнсайд рассказывал, что это было «непредумышленное убийство, совершенное в целях самообороны» («Я не хотел его убивать. Я просто выстрелил ему в голову»), и его тогдашний босс договорился о том, чтобы Бёрнсайда отпустили из тюрьмы так как этот босс нуждался в умении Бёрнсайда работать на тракторе.
Следующие 45 лет он жил в округах Панола и Тейт на северо-востоке Миссисипи. Он работал издольщиком, выращивая хлопок и сою, рыбачил на реке Таллахачи, затем продавая свой улов от двери к двери, водителем грузовика, и в целом брался за любую работу. С 1960-х он выступал в джук-джойнтах, барах, пикниках и периодически — на фестивалях. Самые ранние записи музыканта датированы 1967 годом, когда его записал исследователь музыки и продюсер Джордж Митчелл, который путешествовал по Миссисипи и записывал образцы местного кантри-блюза. По совету флейтиста Отара Тёрнера, Митчелл приехал к Бёрнсайду и записал пятнадцать его песен. Шесть из них вышли через два года на Arhoolie Records; девять других вошли в более поздние релизы. В 1969 году на Adelphi Records был записан целый альбом музыканта, но вышел он лишь через 30 лет. Похожую судьбу имели записи 1975 года. Ранний репертуар музыканта состоял из местных и мемфисских популярных песен, а также стандартов Джон Ли Хукера, Мадди Уотерса, Хаулина Вулфа, Элмора Джеймса и Лайтнина Хопкинса. Вместе с тем, Ар Эл Бёрнсайд развивал свою популярность как гастролирующий музыкант. В 1969 году он впервые выступил за пределами США, в Монреале, вместе с Джоном Ли Хукером и Лайтнином Хопкинсом. Как сольный исполнитель трижды совершал турне по Европе. В 1974 году первый раз выступил на престижном фестивале New Orleans Jazz & Heritage Festival, в дальнейшем на котором он выступал ещё восемь раз.
Серия записей 1979 года музыковеда Дэвида Эванса для его лейбла High Water стала первой, на которой была представлена группа Burnside's Sound Machine. В неё входили сыновья Ар Эл Бёрнсайда Дуэйн и Дэниел (гитары), сын Джозеф (бас) и зять Кэлвин Джексон (барабаны). В этом составе группа выступала в основном на домашних площадках, но в 1980 и 1983 годах участвовала в турне Бёрнсайда по Европе, предлагая редкое слияние сельского и городского блюза, фанка , R&B и соула. Их выступления сеты включали каверы песен Джимми Роджерса, Литтл Уолтера , Альберта Кинга и Литтл Милтона. Первый EP, Sound Machine Groove, был выпущен High Water в США, но практически не продавался. Помимо этого, один полноценный альбом с тем же названием был выпущен в Европе компанией Disques Vogue, и еще один часовой альбом был выпущен мемфисским лейблом Inside Sounds в 2001 году.
С 1980 по 1986 год Бернсайд записывался для голландского лейбла Old Swingmaster и французского лейбла Arion, в основном сольно или с аккомпанементом губной гармошки. Ар Эл Бёрнсайд лишь в 1985 году полностью оставил работу на ферме, сосредоточившись на музыкальной карьере. Около 12 лет он работал с харпером из Нового Орлеана Джоном Моррисом Нерембергом, гастролируя в США и Европе. В США в частности он выступал на так Он появлялся перед американской публикой на таких мероприятиях, как Всемирные выставки 1982 и 1984 годов, фестиваль блюза в Сан-Франциско 1986 года. К середине 1980-х он гастролировал примерно «раз в год или, может быть, два раза», но по одному источнику в 1985 году он побывал в Европе 17 раз.
В 1991 году Ар Эл Бёрнсайд подписал контракт с Fat Possum Records, и работал с этой компанией до своей смерти, записав на ней самые свои удачные альбомы. С середины 1990-х его группа приобрела стабильный состав с Кении Брауном на гитаре и с внуком Бёрнсайда, барабанщиком Седриком Бёрнсайдом. С 1995 года Ар Эл Бёрнсайд также много гастролировал и записывался с группой Jon Spencer Blues Explosion и работал с Джуниором Кимбро. В целом, вторая половина 1990-х стала самой удачной для музыканта: он гастролировал много и разнообразно как никогда: выступал на разогреве у Beastie Boys, развлекал гостей на вечеринке Ричарда Гира, принимал участие в различных телевизионных шоу, не говоря о выступлениях на традиционных концертах и фестивалях. Все альбомы Бёрнсайда конца 1990 — начала 2000 попали в Billboard Top Blues Albums. Следует отметить работу менеджеров, который сумели объединить звук Бёрнсайда с современными техническими средствами и иными стилями музыки: результатом сотрудничества с Джоном Спенсером, лидером Pussy Galore, гаражной пост-панк группы, стал альбом 1996 года A Ass Pocket of Whiskey, «альбом для подростковых вечеринок…который сделал RL неожиданным чемпионом в мире инди-рока». В 1998 году Ар Эл Бёрнсайд выпустил Come On In, в котором его сырой блюз противопоставлялся современной хип-хоп электронике, и этот альбом имел немалый коммерческий успех. Песня «It's Bad You Know» стала заметным хитом и использовалась как саундтрек в фильме Клан Сопрано . По некоторым данным  «в течение последнего десятилетия своей жизни Бёрнсайд зарабатывал шестизначные суммы и превзошёл по продажам всех остальных икон чёрного блюза, за исключением Би Би Кинга и Джона Ли Хукера».
Сюрреалистическая форма знаменитости начала охватывать Бёрнсайда: изначально его поддерживали только Игги Поп и Боно, ну а затем он стал самым шикарным чернокожим мужчиной в белом североамериканском обществе. Ричард Гир нанимал его играть на своих вечеринках, Ума Турман посещала его концерты, Джей Макинерни написал его биографию для New Yorker, а Энни Лейбовиц делала фотографии для Vanity Fair. Бёрнсайд остался равнодушен и продолжал жить в ветхом, кишащем тараканами доме, окруженном обломками старых автомобилей.
Оригинальный текст (англ.)A surreal form of celebrity began to envelop Burnside: initially championed by Iggy Pop and Bono, he became the most chic black man in white, North American society. Richard Gere hired him to play at his parties, Uma Thurman attended his concerts, Jay McInerney wrote a profile of him for the New Yorker, while Annie Liebowitz took photographs for Vanity Fair. Burnside remained indifferent and continued to live in a ramshackle, cockroach-infested house surrounded by the debris of old vehicles..

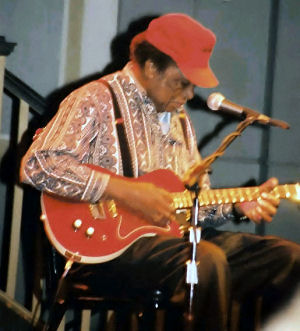
Бёрнсайд в Портленде, Орегон, 2001 год

Однако вскоре здоровье Бёрнсайда ухудшилось. В 1999 году ему сделали операцию на сердце и его туры сократились до минимума. В 2000 году был выпущен Wish I Was In Heaven Sitting Down, гдё Бёрнсайд уже только пел, а на гитаре играли другие музыканты. После сердечного приступа в 2001 году, его врач посоветовал ему бросить пить. Бёрнсайд так и сделал, но сообщил, что эти перемены сделали его неспособным к творчеству. Последний альбом музыканта Bothered Mind Fat Possum, вышедший в 2004 году, содержал ранее записанный материал. Концертный альбом 2001 года Burnside on Burnside добрался до четвёртого места в Billboard Top Blues Albums и был номинирован на Грэмми.
В ноябре 2002 года музыкант перенёс ещё один сердечный приступ, который повлёк за собой операцию по шунтированию сердца в 2003 году. После этого Бёрнсайд лишь изредка выступал, последнее его появление перед публикой состоялось в июне 2004 года на фестивале Боннару. Ар Эл Бёрнсайд умер в больнице Святого Франциска в Мемфисе 1 сентября 2005 года в возрасте 78 лет, похоронен на кладбище Free Springs в Хармонтауне. Он оставил после себя жену, четырёх дочерей, девять сыновей и 35 внуков. Многие из его детей и внуков стали известными блюзменами: сын Дуэйн Бёрнсайд играл на гитаре в North Mississippi Allstars, Гарри Бёрнсайд, номинант на Грэмми, играл на бас-гитаре в группах Junior Kimbrough, North Mississippi Allstars и Hill Country Revue, зять Кэлвин Джексон известный блюзовый барабанщик,  внук Кент Бёрнсайд блюзовый музыкант в составе Flood Brothers, внук Кори Бёрнсайд, хип-хоп исполнитель, записал со своей группой четыре альбома, а внук Седрик Бёрнсайд - лауреат Грэмми и многократный лауреат Blues Music Awards
Бернсайд обладал мощным, выразительным голосом, который не ослабевал с возрастом, а, наоборот, становился богаче. Он играл как на электро- , так и на акустической гитаре , используя слайд-технику и не используя. Его монотонный низкий стиль был более характерен для блюза северной части Миссисипи, чем для дельта-блюза . Как и другие музыканты кантри-блюза, он не всегда придерживался строгих 12- или 16 -тактовых блюзовых паттернов, часто добавляя дополнительные доли в такт, когда считал нужным. Его ритм был часто основан на флейтовом и барабанном блюзе северной части Миссисипи.
Самые ранние записи Бернсайда, сделанный в духе Джона Ли Хукера, звучат довольно похоже друг на друга, даже повторяясь, в вокальном и инструментальном стиле. Во многих из этих песен музыкант избегает традиционной смены аккордов в пользу одного аккорда или простого рисунка басовой линии , который повторяется на протяжении всего произведения. Бёрнсайд играл на гитаре пальцами и часто в настройке open-G .Его вокальный стиль характеризуется тенденцией к краткому «переходу» в фальцет, обычно в конце длинных нот.
Бёрнсайд отдавал предпочтение упрощённому подходу к блюзу, характерному кондовому звучанию. Он и его менеджеры поддерживали его сценический образ трудолюбивого человека, борющегося с тяжёлой жизнью, сильно пьющего, латентного преступника, поющего песни о нахальстве и бунтарстве.
«Он последний настоящий исполнитель сырого кантри-звучания Миссисипи, а также самый передовой артист, сочетающий разные жанры, который был в блюзе за последние 30 лет» 

## Дискография

### Студийные альбомы
- Sound Machine Groove (1981)
- Plays and Sings the Mississippi Delta Blues (1981)
- Mississippi Hill Country Blues (1987)
- Skinny Woman (1989)
- Bad Luck City (1992)
- Too Bad Jim (1994)
- A Ass Pocket of Whiskey (1996)
- Mr. Wizard (1997)
- Acoustic Stories (1997)
- Come On In (1998)
- Wish I Was in Heaven Sitting Down (2000)
- A Bothered Mind (2004)

### Концертные альбомы
- Mississippi Blues (1984)
- Burnside on Burnside (2001)

### Сборники
- Going Down South (1999)
- My Black Name a-Ringin' (1999)
- Well, Well, Well (2001)
- Raw Electric (2002)
- No Monkeys on this Train (2003)
- First Recordings (2003)
- Rollin' and Tumblin': the King of Hill Country Blues (2010)
- Long Distance Call (2019)